# Woodallovo število
Woodallovo število ali Rieselovo število je v matematiki naravno število oblike:
{\displaystyle W_{n}\equiv n2^{n}-1;\quad n\geq 1\;.}
Woodallova števila sta prva raziskovala A. J. C. Cunnigham in H. J. Woodall leta 1917, ki ju je navdihnilo zgodnejše raziskovanje častitega Jamesa Cullena podobno določenih Cullenovih števil. Prva Woodallova števila so (OEIS A003261): 
1, 7, 23, 63, 159, 383, 895, ...
Woodallova števila, ki so tudi praštevila se imenujejo Woddallova praštevila. Prve vrednosti n za katerega so Woodallova števila Wn praštevila so (OEIS A002234):
2, 3, 6, 30, 75, 81, 115, 123, 249, 362, 384, ...
Sama Woodallova praštevila so (OEIS A050918):
7, 23, 383, 32212254719, 2833419889721787128217599, ...
Kakor Cullenova števila imajo tudi Woodallova števila mnogo lastnosti v zvezi z deljivostjo. Na primer, če je p praštevilo, potem p deli 
W(p + 1) / 2
če je Jacobijev simbol
(2 | p)
enak +1 in 
W(3p − 1) / 2
če je Jacobijev simbol 
(2 | p)
enak −1. Domnevajo, da so skoraj vsa Woodallova števila sestavljena. To je dokazal Sujama, vendar ga še niso potrdili. Ni znano ali obstaja neskončno mnogo Woodallovih števil.
Posplošeno Woodallovo število je določeno kot število oblike n bn − 1, kjer je n + 2 > b. Če lahko praštevilo zapišemo v tej obliki, se takšno število imenuje posplošeno Wodallovo praštevilo.
Woodallova števila se včasih imenujejo tudi Cullenova števila drugega reda.